# كأس طاجيكستان
كأس طاجيكستان (بالروسية: Кубок Таджикистана по футболу) ، هي بطولة رسمية لكرة القدم في طاجيكستان ، أسست سنة 1992م، وتشارك فيه أندية مسجلة لاتحاد الكرة في طاجيكستان.

## مصدر
1. ↑  "Tajikistan - List of Cup Finals". RSSSF. مؤرشف من الأصل في 2018-10-14. اطلع عليه بتاريخ 2011-08-24.